# 765
| [ Edytuj tabelę ]          |                                          |
| Król Asturii               | - 757 Fruela I 768                       |
| Cesarz Bizancjum           | - 741 Konstantyn V Kopronim 775          |
| Chan Bułgarii              | - 763 Sabin 766                          |
| Cesarz Chin                | - 762 Tang Daizong 779                   |
| Król Essexu                | - 758 Sigeric 798                        |
| Król Franków               | - 751 Pepin Krótki 768                   |
| Cesarz Japonii             | - 764 Shōtoku 770                        |
| Kalif                      | - 754 Al-Mansur 775                      |
| Patriarcha Konstantynopola | - 754 Konstantyn II 766                  |
| Król Longobardów           | - 757 Dezyderiusz 774                    |
| Król Mercji                | - 757 Offa 796                           |
| Król Nortumbrii            | - 759 Etelwald Moll 765 - 765 Alhred 774 |
| Papież                     | - 757 Paweł I 767                        |
| Doża Wenecji               | - 764 Maurizio Galbaio 787               |
| Król Wessexu               | - 757 Cynewulf 786                       |

Rok 765 / DCCLXV
stulecia: VII wiek ~
VIII wiek ~
IX wiek

lata: 755 «
760 «
761 «
762 «
763 «
764 «
765
» 766
» 767
» 768
» 769
» 770
» 775

## Zmarli
- 10 listopada zmarł 47. cesarz Japonii - Junnin.